# Siyabonga Nkosi
Siyabonga Nkosi (Newcastle, 22 de agosto de 1981) é um ex-futebolista profissional sul-africano que atuava como meia.

## Carreira
Siyabonga Nkosi representou o elenco da Seleção Sul-Africana de Futebol no Campeonato Africano das Nações de 2006.